# Accords de Dayton
- Slobodan Milošević (Serbie),
- Franjo Tuđman (Croatie),
- Alija Izetbegović (Bosnie-Herzégovine).

- F. González (Espagne),
- B. Clinton (États-Unis),
- J. Chirac (France),
- H. Kohl (Allemagne),
- J. Major (Royaume-Uni),
- V. Tchernomyrdine (Russie).

Les accords de Dayton, signés le 14 décembre 1995 à Paris, ont officiellement mis fin à la guerre en Bosnie-Herzégovine. Bien que la cérémonie de signature se soit tenue en France, ces accords tirent leur nom de la ville américaine de Dayton dans l'Ohio, où les principales négociations s’étaient déroulées quelques semaines plus tôt, sur la base aérienne Wright-Patterson. Ils marquent un tournant majeur dans l’histoire des Balkans, en mettant un terme à l’un des conflits les plus meurtriers de l’Europe post-guerre froide.

## Négociations

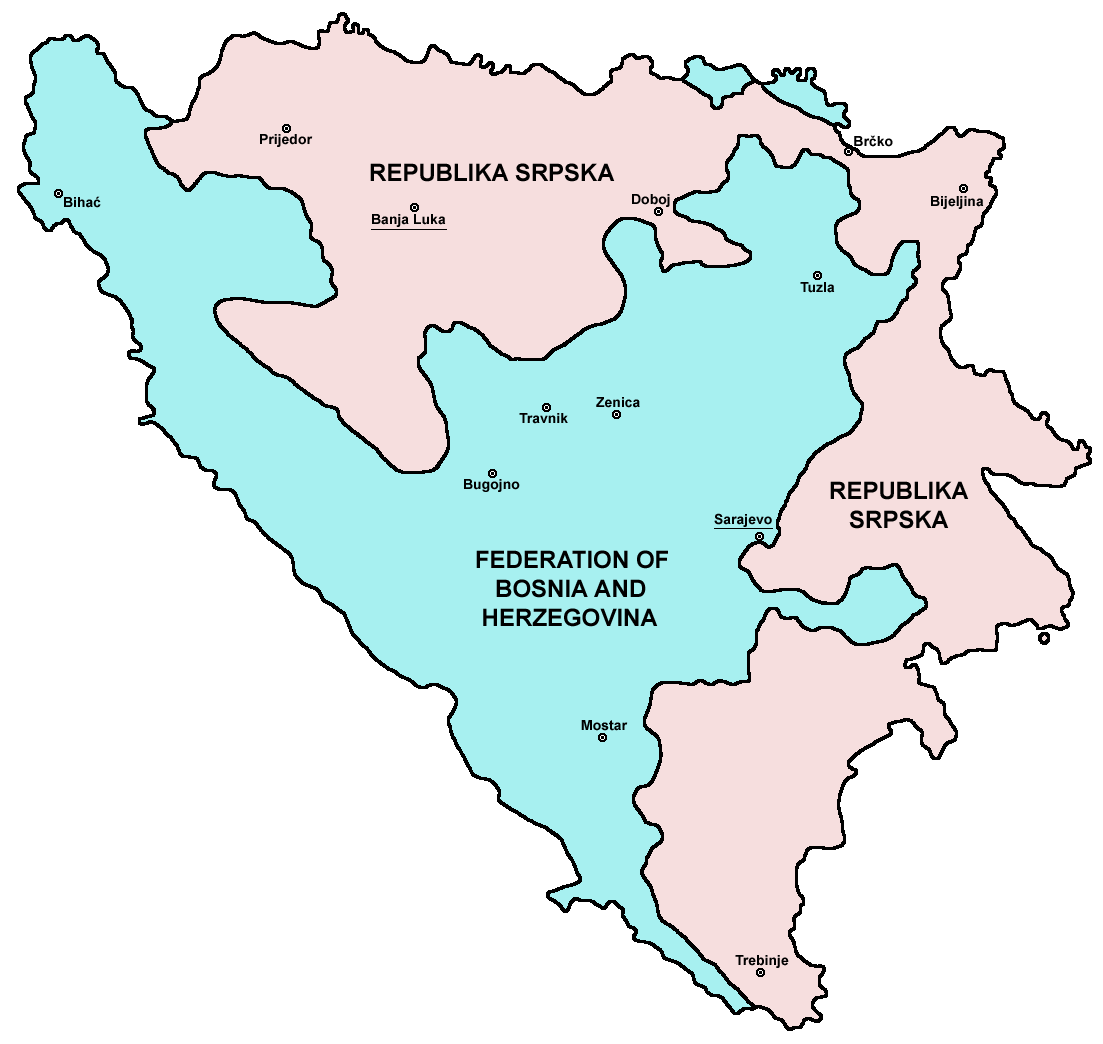
Division de la Bosnie-Herzégovine telle que prévue par les accords de Dayton.

Les négociations de Dayton se sont tenues en novembre 1995, réunissant trois acteurs principaux : Alija Izetbegović, président de la république de Bosnie-Herzégovine ; Slobodan Milošević, président de la Serbie ; et Franjo Tuđman, président de la Croatie. Leur objectif était de mettre fin à la guerre en Bosnie-Herzégovine, qui opposait la république de Bosnie-Herzégovine, reconnue par la communauté internationale, aux mouvements sécessionnistes serbe et croate de Bosnie, largement soutenus par Belgrade et Zagreb,,. Bien que la Serbie et la Croatie n’aient jamais officiellement déclaré la guerre, leur engagement militaire et logistique fut déterminant,,.
Profitant de la dislocation de la Yougoslavie, Milošević et Tuđman ont cherché à se partager la Bosnie-Herzégovine en la divisant entre une Grande Serbie et une Grande Croatie.
À Dayton, ils ont ainsi représenté non seulement leurs États respectifs, mais aussi les intérêts des Serbes de Bosnie et des Croates de Bosnie-Herzégovine. Radovan Karadžić, leader des Serbes de Bosnie inculpé pour génocide et crimes de guerre, fut exclu des pourparlers.
Dès le début de la guerre de Bosnie, plusieurs plans de paix furent proposés par la communauté internationale, sans parvenir à faire cesser les violences. Refusant une intervention militaire directe, malgré la reconnaissance de la Bosnie-Herzégovine comme État souverain, les puissances occidentales privilégièrent la diplomatie et les sanctions économiques. Cette stratégie s’est révélée insuffisante, permettant aux forces serbes de consolider leurs conquêtes territoriales par le biais du  nettoyage ethnique.
L’échange territorial en Bosnie fut le fruit d’un compromis géopolitique tacite entre Milošević et Tuđman, reposant sur un partage officieux de la Bosnie-Herzégovine. Un exemple significatif fut l’abandon, en 1992, de la région stratégique de Posavina aux forces serbes, en échange du contrôle croate sur Mostar, entérinant de fait les conséquences du nettoyage ethnique.
Conformément aux plans de Milošević, les dirigeants serbes visaient la création d’un territoire ethniquement homogène et géographiquement contigu en Bosnie, destiné à former un nouvel État serbe rattaché à la Serbie, afin d’unifier tous les Serbes de la région,. 
Toutefois, les zones de sécurité placées sous protection de l’ONU— Srebrenica, Žepa et Goražde — faisaient obstacle à cette expansion. En juillet 1995, peu avant l’ouverture des négociations, la campagne de nettoyage ethnique s’intensifia, culminant avec le génocide de Srebrenica, perpétré par les forces serbes, qui entraîna l’exécution de plus de 8 000 hommes et garçons bosniaques,. Certaines sources suggèrent que les grandes puissances, dans leur volonté de parvenir rapidement à un accord de paix, étaient prêtes à abandonner les enclaves bosniaques de Srebrenica et Žepa, pourtant placées sous protection de l’ONU,. Richard Holbrooke, principal négociateur américain des accords de Dayton, reconnaîtra plus tard : « Mes instructions premières étaient de sacrifier Srebrenica, Žepa et Goražde, et je pensais que c'était une erreur. ». Parmi ces enclaves, seule Goražde restera sous contrôle bosnien après la signature de l’accord.
Les négociations furent précédées par une série d’initiatives diplomatiques et militaires américaines, visant à rééquilibrer le rapport de force. Washington favorisa un rapprochement stratégique entre Croates de Bosnie-Herzégovine et Bosniaques, débouchant sur la création de la Fédération croato-bosniaque en 1994,. 
Les États-Unis considéraient qu’un minimum d’équilibre militaire sur le terrain était indispensable à l’ouverture de véritables pourparlers de paix. Tandis que l’embargo sur les armes imposé par l’ONU maintenait la supériorité des forces serbes, les Américains tolérèrent officieusement l’acheminement d’armes vers les forces croates et bosniaques — une stratégie déjà éprouvée en Afghanistan.
En août 1995, l’opération Tempête permit à la Croatie de reconquérir les territoires occupés par les  Serbes de Krajina. En septembre, une offensive conjointe croato-bosniaque, désormais mieux équipée, reprit environ 20 % du territoire de Bosnie-Herzégovine contrôlé par les forces serbes. Cette progression fut interrompue sous la pression des États-Unis, qui ne souhaitaient pas une défaite totale des Serbes, mais entendaient les contraindre à accepter une solution politique. Ces avancées, combinées aux frappes aériennes de l’OTAN sur les positions serbes et à l’intensification des efforts diplomatiques, finirent par convaincre Milošević d’accepter l’ouverture de négociations. En contrepartie, il obtint la levée des sanctions économiques internationales qui frappaient la Serbie pour son implication dans la guerre.
La signature de l’accord fut obtenue sous forte pression américaine sur le président Izetbegović. Les Bosniaques, partisans d’un État unitaire, apparaissent comme les principaux perdants : si l’unité formelle de la Bosnie-Herzégovine est maintenue, elle repose sur une division profonde entre deux entités — la Fédération croato-bosniaque et la Republika Srpska.
Selon l'historien Tony Judt, l'insistance française pour accueillir la cérémonie de signature « ne fit qu'attirer l'attention sur la réticence antérieure de la France à agir contre les Serbes ».

## Contenu de l’accord de Dayton
Signé en décembre 1995, l’accord de Dayton a confirmé la souveraineté de la république de Bosnie-Herzégovine, reconnue dès 1992 par la communauté internationale, et a officialisé sa nouvelle appellation : Bosnie-Herzégovine. Il a contraint la Serbie et la Croatie à reconnaître officiellement l’intégrité territoriale de cet État et à cesser tout soutien aux entités sécessionnistes présentes sur son territoire. 
L’accord définit la Bosnie-Herzégovine comme un État souverain et unitaire. Toutefois, il instaure une structure fortement décentralisée, reposant sur deux entités dotées de larges compétences : la fédération de Bosnie-et-Herzégovine (à majorité bosniaque et croate), qui contrôle 51 % du territoire, et la république serbe de Bosnie (à majorité serbe), qui en détient 49 %. Ce découpage reflète moins les réalités démographiques d’avant-guerre que le rapport de forces issu du conflit. Ainsi, bien que les Serbes de Bosnie ne représentaient qu’environ 31,3 % de la population avant 1992, ils ont obtenu près de la moitié du territoire, en grande partie conquis par la force, au prix de campagnes de nettoyage ethnique, de massacres et de déportations massives. De nombreuses municipalités majoritairement bosniaques avant la guerre sont ainsi passées sous contrôle serbe. Le cas le plus emblématique reste celui de Srebrenica, qui, malgré le génocide perpétré contre les Bosniaques en juillet 1995, a été intégrée à l’entité serbe, illustrant l'absurdité et l'injustice du découpage territorial entériné par les accords de paix. À l’inverse, les Bosniaques, qui constituaient 44 % de la population, ont été réduits à 25 % du territoire, tout comme les Croates, qui représentaient alors environ 17 % des habitants.
Un gouvernement central a été instauré pour gérer les affaires d’intérêt commun, notamment la politique étrangère, la fiscalité indirecte, la monnaie, les douanes, les frontières et la défense. Il repose sur des institutions communes : une présidence collégiale tripartite, composée d’un Bosniaque, d’un Croate et d’un Serbe de Bosnie, avec une présidence tournante tous les huit mois ; un Conseil des ministres ; une Assemblée parlementaire bicamérale ; une Cour constitutionnelle ; et une Banque centrale unique, chargée d’assurer la stabilité monétaire et l’unité institutionnelle. Si les compétences de ces organes étaient limitées au départ, l’accord prévoyait leur renforcement progressif par des réformes constitutionnelles.
Parallèlement, les deux entités autonomes disposent chacune de leur propre Constitution, gouvernement, parlement et système judiciaire. Elles jouissent de larges compétences dans les domaines de l’éducation, de la santé, de la culture, de la police, de la justice et de l’économie. Elles peuvent également entretenir des « relations spéciales » avec les États voisins, à condition de ne pas compromettre la souveraineté de la Bosnie-Herzégovine. Aucune de ces entités ne peut faire sécession sans une réforme constitutionnelle en bonne et due forme. Ce système vise à concilier reconnaissance des identités collectives et unité institutionnelle, bien qu’il ait de facto institutionnalisé de profondes divisions.
Sarajevo est consacrée capitale de l’État et bénéficie d’un statut administratif unifié. Un corridor a été établi pour garantir l’accès à l’enclave de Goražde, restée sous contrôle bosnien. L’accord prévoit également le retour des réfugiés, la restitution des biens confisqués et la liberté de circulation sur l’ensemble du territoire.
La région stratégique de Brčko, disputée entre les entités, a été placée sous administration internationale avant d’être érigée en district autonome en 1999. 
La Slavonie orientale, quant à elle, a été restituée à la Croatie peu après la signature de l’accord.
La mise en œuvre de ces dispositions a été confiée à une force militaire internationale (IFOR, puis SFOR) placée sous commandement de l’OTAN. 
Sur le plan civil, un Haut Représentant international, doté de larges prérogatives — les « Bonn Powers » —, est chargé de superviser l’application de l’accord, y compris l’arbitrage entre les parties, les réformes institutionnelles et, le cas échéant, la destitution d’élus faisant obstruction au processus de paix.

## Après Dayton

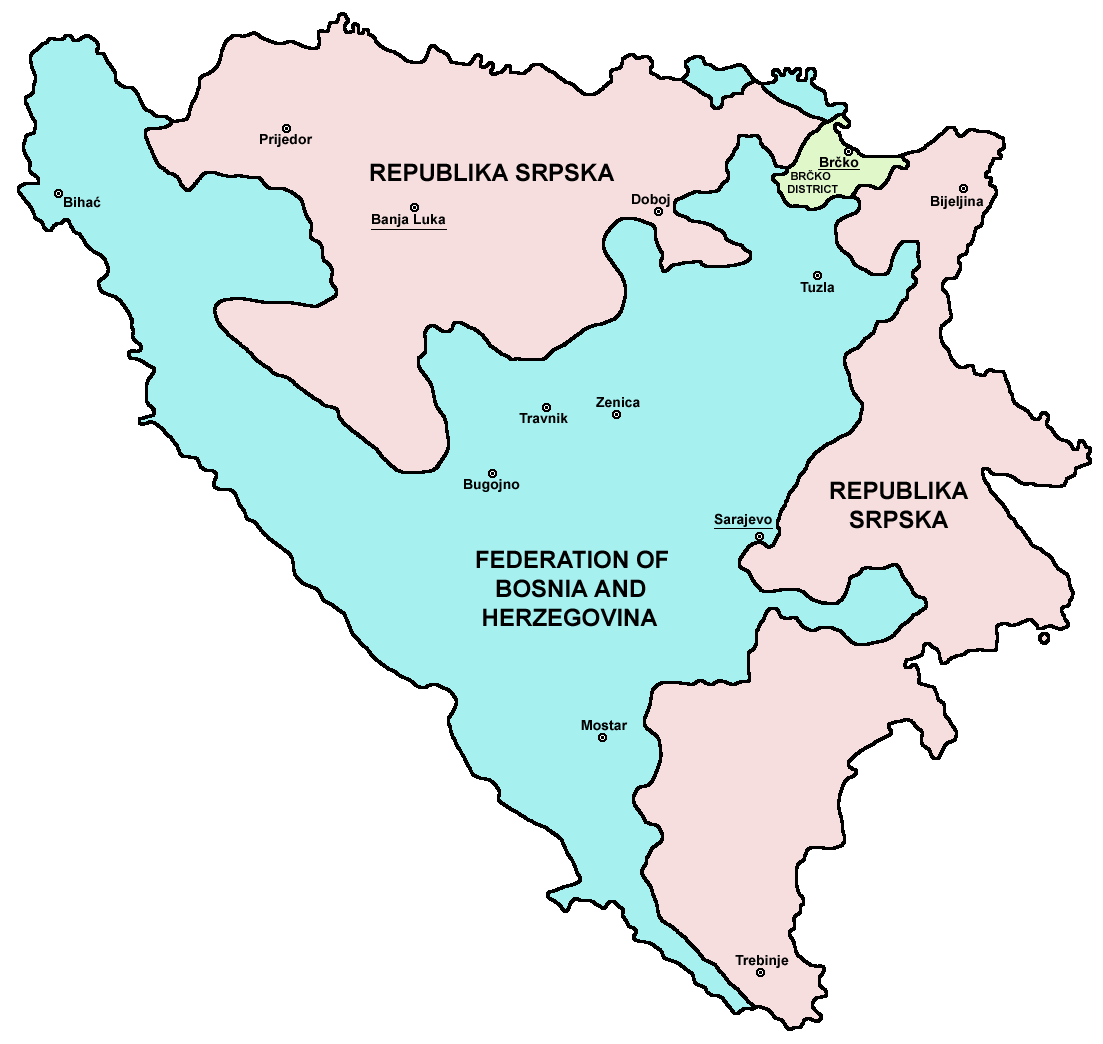
La Bosnie-Herzégovine après les accords de Dayton.

Après la signature des accords, la Bosnie-Herzégovine est entrée dans une phase de reconstruction placée sous supervision internationale. Si les combats ont cessé, les divisions ethniques, elles, sont demeurées profondes. 
Le retour des réfugiés, pourtant prévu par les accords de Dayton, a souvent été entravé afin de préserver des territoires ethniquement homogènes,,, tandis que de nombreux criminels de guerre ont longtemps été protégés par leurs communautés. Le dirigeant serbe de Bosnie Radovan Karadžić et son général d’armée Ratko Mladić, inculpés de génocide, ont échappé à la justice pendant des années, et leur glorification au sein de l’entité serbe a alimenté une culture du déni, entravant ainsi les efforts de réconciliation,,.
Face à une structure institutionnelle lourde et inefficace, plusieurs réformes ont été engagées pour renforcer la cohésion de l’État. Des compétences accrues ont été attribuées au niveau central à travers la création d’institutions communes : une armée unifiée, une police des frontières et un système fiscal centralisé — autant de tentatives pour surmonter la fragmentation sans nier le caractère multinational du pays.
Cependant, le fonctionnement normal de l’État reste régulièrement entravé par des logiques nationalistes, qui ne veulent pas un État stable et prospère, mais au contraire, la destruction de la Bosnie et sa division entre la Serbie et la Croatie. Les dirigeants serbes de Bosnie menacent ouvertement de faire sécession et appellent à une union avec la Serbie, tandis que les partis nationalistes croates réclament la création d’une troisième entité croate en Bosnie-Herzégovine, avec l’objectif de l’intégrer un jour à la Croatie,. 
Dans ce contexte, le séparatisme des Serbes de Bosnie, alimenté par Milorad Dodik avec le soutien de la Serbie et de la Russie, constitue une menace sérieuse à la stabilité régionale et ravive les tensions dans l’ensemble des Balkans,,.
Ces tensions récurrentes compromettent la stabilité du pays et alimentent une crise institutionnelle quasi permanente. La France, le Royaume-Uni et les États-Unis, en tant que témoins des accords de paix de Dayton-Paris, ont récemment réaffirmé leur attachement à l’intégrité territoriale de la Bosnie-Herzégovine et ont condamné les initiatives séparatistes de la Republika Srpska comme des atteintes à l’ordre constitutionnel.

## Critiques et propositions

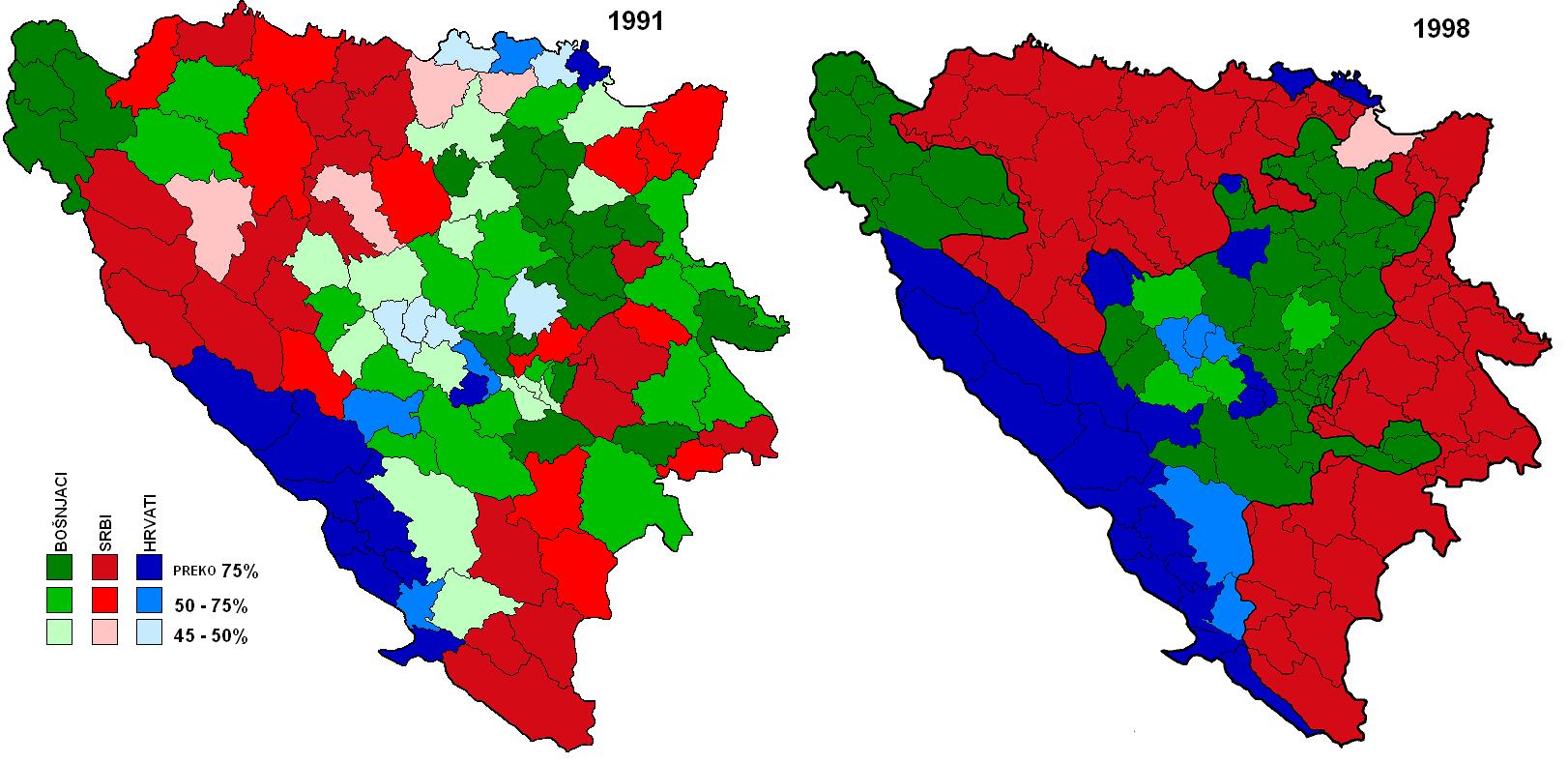
Composition ethnique de la Bosnie-Herzégovine avant la guerre, et après les accords de Dayton : en vert, les Bosniaques ; en rouge, les Serbes ; en bleu, les Croates.

L’accord de Dayton, bien qu’il ait mis fin à la guerre, a été largement critiqué pour avoir institutionnalisé les divisions ethniques. Il a figé un système politique lourd et inefficace, consolidant le pouvoir des élites nationalistes.
La « Republika Srpska », entité autoproclamée en 1992 à la suite de campagnes systématiques de nettoyage ethnique, a été entérinée par les accords de Dayton.
Cette reconnaissance institutionnelle a suscité de vives controverses, tant elle a semblé valider les acquis de la violence. Florence Hartmann, alors porte-parole et conseillère du procureur au Tribunal pénal international pour l’ex-Yougoslavie, l’a souligné avec force :« À Dayton, les grandes puissances ont récompensé ceux qui, quelques semaines plus tôt, avaient systématiquement déporté et tué la population musulmane de l’enclave, en leur attribuant les champs de la mort et en leur permettant ensuite de les repeupler à leur guise afin d’en modifier à jamais la structure ethnique ».
L’appellation même de « Republika Srpska » a fait l’objet de critiques en raison de son caractère ethniquement exclusif. En se définissant comme une « république serbe », elle a symboliquement marginalisé les autres communautés et a suggéré une prétention à la souveraineté. Or, dans l’accord de Dayton, seule la Bosnie-Herzégovine a été reconnue comme un État , et aucune désignation équivalente, telle que « république croato-bosniaque », n’a été attribuée à l’autre entité. Ce déséquilibre lexical a reflété l’asymétrie des compromis faits à Dayton, au détriment des principes d’égalité et de cohabitation multiethnique. Il convient de rappeler que les entités ne disposent d’aucune souveraineté propre et ne peuvent exister qu’au sein du cadre institutionnel de l’État bosnien.
Même si la communauté internationale a refusé toute modification des frontières internationalement reconnues de la Bosnie-Herzégovine et a empêché la création d’une Grande Serbie et d’une Grande Croatie,, Slobodan Milošević n’a pas caché sa satisfaction après la signature des accords. Il a déclaré :« Sans victoire militaire, la communauté internationale ne nous aurait jamais offert de diviser la Bosnie-Herzégovine en deux, alors qu’il n’y a jamais eu, de toute l’Histoire, un État serbe sur ce territoire ».
En réalité, bien que le texte final de Dayton ait reconnu la Bosnie-Herzégovine comme un État unique, il a confirmé un compromis déjà amorcé entre Milošević et Tuđman, orienté vers son partage. La reconnaissance de l’entité serbe a légitimé une stratégie sécessionniste à long terme, visant un éventuel rattachement à la Serbie. Du côté croate, les priorités ont consisté d’abord à reconquérir les territoires occupés en Croatie, puis à affaiblir la Fédération croato-bosniaque, dans la perspective de créer une troisième entité, prélude potentiel à un rattachement à la Croatie. Ces ambitions nationalistes n’ont pas disparu avec la mort de Milošević et Tuđman : près de trente ans après Dayton, elles sont demeurées actives,. L’accord a permis aux entités de nouer des « relations spéciales » avec les États voisins. Cette disposition a été exploitée par les partis nationalistes pour renforcer les liens institutionnels, culturels et économiques avec Belgrade et Zagreb, au nom de l’unité ethnique au-delà des frontières,,. En conséquence, une partie croissante de la population serbe et croate de Bosnie s’est sentie de moins en moins liée à l’État central, phénomène qui a accentué la fragmentation politique et identitaire du pays.
Aujourd’hui, de nombreuses voix ont appelé à une réforme en profondeur de l’État bosnien. Parmi les principales propositions figurent la simplification de sa structure institutionnelle, le renforcement des institutions centrales et l’élaboration d’un projet politique véritablement multiethnique. Ces pistes ont visé à dépasser les blocages actuels et à assurer une gouvernance plus cohérente et durable. Certains analystes sont allés plus loin, en plaidant pour la suppression des entités elles-mêmes, jugées incompatibles avec un État fonctionnel.
L’historien Reneo Lukić a estimé ainsi que : « L’Europe, avec l’appui des États-Unis, devra tôt ou tard prendre une décision radicale. Et celle-ci devra inclure inévitablement l’abolition de la république serbe de Bosnie dont l’existence ne fait qu’encourager les séparatistes dans d’autres États à s’insurger contre la volonté de la communauté internationale [...]. » Selon lui, cette entité ne constitue pas seulement un frein à la stabilité de la Bosnie-Herzégovine, mais aussi une menace pour l’ordre international lui-même.

## Compléments